# Иванов, Юрий Николаевич (футболист)
Ю́рий Никола́евич Ивано́в (12 декабря 1939, Москва, СССР — 16 января 1984, Москва, СССР) — советский футболист.

## Карьера
Воспитанник юношеской команды «Спартак» Москва. За свою карьеру выступал в советских командах «Спартак» (Москва), «Локомотив» (Москва), «Политотдел» (Ташкентская область), «Труд» (Воронеж), «Спартак» (Рязань), «Шахтёр» (Киселёвск).
Племянник Михаила Суслова